# 奇美洲擬鱥
奇美洲擬鱥（学名：Phenacobius mirabilis）是輻鰭魚綱鯉形目雅羅魚科的其中一個種，分布於北美洲美國密西西比河、科羅拉多河及佩科斯河上游、俄亥俄州的伊利湖西部流域，本魚體細長且側扁，口下位呈吸盤狀，背面是褐色的，腹面是銀白色，一條細黑色縱紋將顏色分開，尾鰭底部有一個黑點，體長可達12公分，壽命約3年，棲息在礫石底質、水質混濁或清澈的水潭及急流，以水生昆蟲、浮游生物為食，可能會同類相食。春末夏初之間成群產卵，產卵溫度約為攝氏14-25度，而胚胎孵化所需的溫度約為攝氏17至23度。